# Komplex nadřazenosti
Komplex nadřazenosti je obranný mechanismus, který se vyvíjí postupně, aby pomohl člověku vyrovnat se s pocity méněcenosti nebo komplexem méněcennosti. Termín poprvé použil Alfred Adler (1870–1937) na začátku 20. století v rámci své školy individuální psychologie. Jedinci s komplexem nadřazenosti obvykle působí arogantně, povýšeně a opovržlivě vůči ostatním. Mohou k nim přistupovat panovačným, nátlakovým a dokonce agresivním způsobem. V běžném užívání se tento termín často používá k označení přehnaného názoru o vlastní výjimečnosti.

## Komplex nadřazenosti v pojetí Alfreda Adlera
Alfred Adler byl prvním, kdo použil termín komplex nadřazenosti. Tvrdil, že komplex nadřazenosti v podstatě vychází z potřeby překonat základní pocity méněcennosti: komplex méněcennosti. Ve svých pracích Adler propojuje výskyt komplexu méněcennosti a komplexu nadřazenosti jako příčinu a následek. Mezi jeho díla, která se touto problematikou zabývají, patří Pochopení lidské povahy (1927) a Nadřazenost a sociální zájem: Sbírka pozdějších spisů, což je sbírka 21 studií napsané Adlerem, která byla vydána posmrtně v roce 1964.
Adler rozlišoval mezi normálním úsilím o dosažení cíle a komplexy nadřazenosti, přičemž ty druhé byly pokusy o kompenzaci pocitu méněcennosti. Tvrdil, že lidé s komplexem méněcennosti si vyvinou komplex nadřazenosti, aby překonali problémy, které přináší ten první. Určitým způsobem nafouknou svůj smysl pro vlastní důležitost. Sny o hrdinství a falešné předpoklady o úspěchu ukázaly podle Adlera reaktivní povahu těchto snah. Zatímco Adler považoval to, co v jeho spisech označuje jako usilování o nadřazenost, za univerzální rys lidské povahy, předpokládal, že rozumní jedinci neusilují o osobní nadřazenost nad ostatními, ale o osobní ambice a úspěch prostřednictvím práce. Naopak, ti, kteří trpí skutečným komplexem nadřazenosti, jsou pronásledováni smyšlenými fantaziemi a sny o nezměnitelné nadřazenosti.

## Další interpretace
Vydání Diagnostického a statistického manuálu duševních poruch, které bylo publikováno asi dvacet let po dílech Alfreda Adlera, nesouhlasilo s tím, že komplex nadřazenosti pochází výhradně z účinků komplexu méněcennosti. Uvádí, že druhou příčinou této poruchy by mohl být intenzivní emocionální stav. Ada Kahnová tvrdila, že komplex nadřazenosti a komplex méněcennosti nemohou být nalezeny u jednoho jedince naráz, protože jedinec s komplexem nadřazenosti skutečně věří, že je nadřazený ostatním. Prohlašovala, že zatímco komplex méněcennosti se může projevovat chováním, které má ostatním ukázat, že je člověk nadřazený, jako jsou drahé materiální statky nebo marnivým chování za účelem zakrytí pocitů nedostatečnosti, tak osoby trpící komplexem nadřazenosti se o svůj obraz či marnivost nestarají úplně vždy, protože mají vrozený pocit nadřazenosti, a proto se obvykle nezajímají o dokazování své nadřazenosti ostatním.
Vera Hoorensová uvádí, že ti, kteří vykazují komplex nadřazenosti, mají zároveň také sebepojetí nadřazenosti. Zatímco jedinci s komplexem méněcennosti se obvykle snaží ukázat se v co nejlepším světle, ti s komplexem nadřazenosti se nemusí vůbec snažit vypadat dobře nebo vyjadřovat svou nadřazenost vůči ostatním. Mohou mluvit, jako by věděli veškeré znalosti lidstva, ale nakonec jim nezáleží na tom, zda si to o nich ostatní také myslí, nebo ne, podobně jako u kognitivní zkreslení známého jako iluzorní nadřazenost. Proto mohou být negativně vnímáni okolím, protože se nezajímají o názory ostatních na sebe sama. Jiní lidé si nemusí všimnout rozdílu mezi těmi, kteří mají nízké sebevědomí a velmi jim záleží na názoru ostatních, a těmi, kteří skutečně trpí komplexem nadřazenosti, mají vysoké sebevědomí a nezajímají se vůbec o názory ostatních.

## Kulturní příklady
- Poháněný touhou dosáhnout úspěchu, aby vykompenzoval svůj chudý původ a malou postavu, tak byl Pablo Picasso popsaný svou bývalou partnerkou Fernande Olivier jako člověk s komplexem nadřazenosti: „Říkal, že ho mohou zasáhnout jen ty věci, ve kterých se cítil nadřazený.“
- Beethovenova noblesní přetvářka byla výsledkem komplexu nadřazenosti, ale byl to stejný komplex, který podporoval jeho mimořádné hudební úspěchy. Jak řekl Ernst Bloch o vychloubačných tvrzeních mladého hudebníka: „Tato část domněnky byla potřeba, aby se stal Beethovenem.“